# Liste der österreichischen Botschafter und Gesandten in Frankreich
Diese Liste der österreichischen Gesandten bzw. Botschafter in Frankreich ist eine Liste der obersten diplomatischen Vertreter der Habsburgermonarchie, dann des Kaisertums Österreich und der Doppelmonarchie Österreich-Ungarn, heute der Republik Österreich in Frankreich (Königreich Frankreich, Erste Französische Republik, Erstes Kaiserreich, Restauriertes und das Bürgerliche Königreich, Zweite Französische Republik, Zweite Kaiserreich Frankreich und heutige Republik Frankreich).
Heute ist der Österreichische Botschafter auch für das Fürstentum Monaco akkreditiert.

## Geschichte
Gesandte des Wiener Hofes erschienen schon im 16. Jahrhundert, aber Frankreich und das aufstrebende Habsburgerreich waren einander oft entschieden feindlich gesinnt, da sich am Ende der Italienischen Kriege zeigte, dass die beiden Staaten gegensätzliche hegemoniale Interessen hatten. Diese eskalierten im Spanischen Erbfolgekrieg, als das Haus Bourbon Habsburg aus Spanien verdrängte, und Frankreich fand in Philipp Ludwig von Sinzendorf, Kanzler von Joseph I. bis Maria Theresia, einen erbitterten Gegner. Eine ständige diplomatische Mission in Paris gab es ab 1679.
1756 kam es im Vorfeld des Siebenjährigen Krieges zum Renversement des alliances (der Umkehrung der Allianzen), als sich Preußen in die Viermächte-Konstellation Frankreich–Großbritannien–Österreich–Russland einzubringen versuchte. Zentrale Figur war der österreichische Botschafter in Paris von 1750, Wenzel Anton von Kaunitz, die beiden Länder stellten mit dem Zarenreich ein Lager gegen England und Preußen.  Der französische Botschafter am Wiener Hof, Florimond Claude von Mercy-Argenteau, festigte diese Beziehungen.
Mit der Französischen Revolution von 1789, den Koalitionskriegen gegen das Französische Kaiserreich, als später Napoleon Bonapartes Truppen zeitweise bis Wien vordrangen und mit dem Zerfall des Heiligen Römischen Reiches kam es wieder zu  Animositäten.
Am 1. Juli 1810 war die Pariser Botschaft, in der die Hochzeit von Napoleon mit Marie-Louise von Österreich gefeiert wurde, Schauplatz eines verheerenden Großbrandes. Das Ereignis, das zahlreiche Opfer unter dem anwesenden Hochadel Europas forderte und an das Feuerwerksunglück bei der Hochzeit Louis’ XVI. mit Marie-Antoinette 1770 erinnerte, wurde von Abergläubischen als böses Vorzeichen der nächsten Jahre gesehen.
Bis zum Ersten Weltkrieg trat Frankreich nun als Gegner Österreichs in Erscheinung. Die 1679 eingerichtete diplomatische Mission wurde entsprechend den diplomatischen Usancen des 19. Jahrhunderts 1856 zur Botschaft erhoben.
Im Ersten Weltkrieg beteiligte sich Frankreich an der Auflösung Österreich-Ungarns, nach dem Zweiten Weltkrieg hielt Frankreich als Siegermacht  auch Teile von Österreich besetzt.
In beiden Kriegen waren einander die Länder aber nicht direkt gegenübergestanden, und General Antoine Béthouart, französischer Oberbefehlshaber und Hochkommissar in Österreich, galt als Figur der Aussöhnung in der Französischen Besatzungszone.
Mit der Neutralität Österreichs 1955 und insbesondere seit dem EU-Beitritt Österreichs 1995 sind die Beziehungen zwischen Frankreich und Österreich durchwegs freundschaftlich. Bilaterale Konfliktherde gibt es zwischen den beiden Staaten heute keine mehr.

## Missionschefs

### Habsburgische Botschafter (bis 1804)
Bis 1801 waren die Abgesandten des Wiener Hofs sowohl in kaiserlicher Sache als auch für die Habsburgermonarchie unterwegs. Hier angeführt werden die für die österreichische Staatspolitik tätigen Gesandten.
1679: Aufnahme diplomatischer Beziehungen
- 1680–1682: Heinrich Franz von Mansfeld
- 1683 (?) Johann von Althann[3]
- 1685: Johann Friedrich von Seilern[4]
- 1685–1688: Wenzel Ferdinand Popel von Lobkowitz[5]

...
- 1699–1701: Philipp Ludwig Wenzel von Sinzendorff

...
- 1713–1714: Prinz Eugen von Savoyen (Friedensverhandlungen)
- 1714: Johann Friedrich von Seilern[4] (2. Amtszeit)
- 1714: (?) Johann Peter Goëss[6]
- 1715–1716: Johann Christoph Pentenriedter[7]
- 1717–1719: Lothar Joseph Dominik von Königsegg-Rothenfels
- 1719–1719: Marcus de FonsecaGeschäftsträger
- 1719–1728: Johann Christoph von Pentenriedter[7] (2. Amtszeit)
- 1729–1732: Stephan Wilhelm Kinsky[8]
- 1732–1733: Ignaz Johann Wasner, (Resident)

1733 bis 1736: Unterbrechung der diplomatischen Beziehungen
- 1736–1737: Leopold von Schmerling
- 1737–1741: Josef I. Wenzel, Fürst von Liechtenstein
- 1741–1744: Paul Gundel, Geschäftsträger

1744 bis 1749: Unterbrechung der diplomatischen Beziehungen infolge des Österreichischen Erbfolgekriegs
- 1749–1750: Johann von Mareschall, Geschäftsträger
- 1750–1752: Wenzel Anton von Kaunitz (Attaché: Ludwig von Zinzendorf)
- 1752–1753: Johann von Mareschall, Geschäftsträger
- 1753–1766: Georg Adam von Starhemberg
- 1766–1790: Florimont-Claude Mercy-Argenteau
- 1790–1792: Franz Paul von Blumendorf[9] (Chargé d’affaires)
- 1792–1801: vakant während der Napoleonischen Kriege
- 1801–1805: Philipp von Cobenzl (zwischen erstem und zweitem Napoleonischem Krieg)

### K.k. österreichische Botschafter

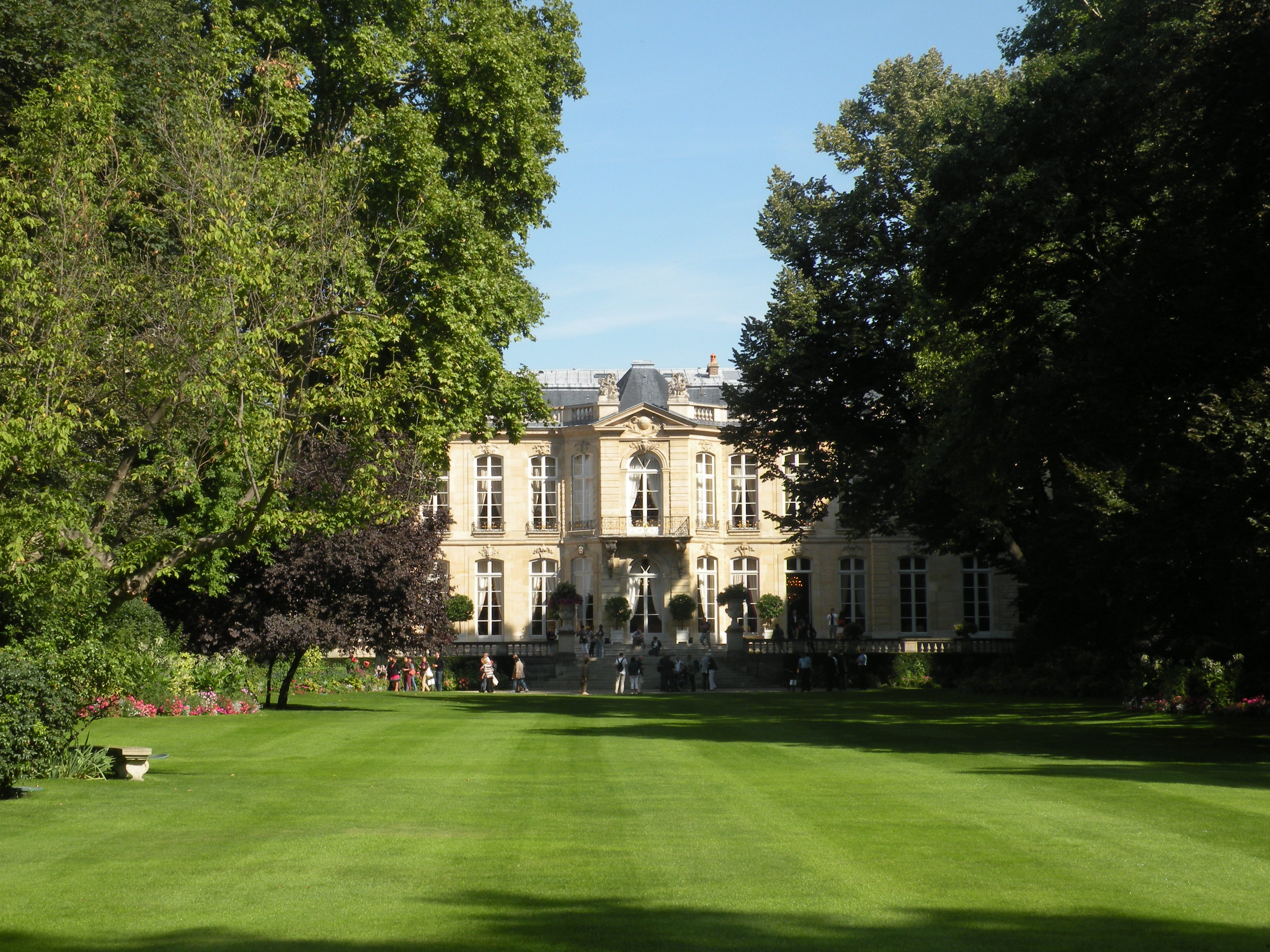
Das Hôtel Matignon in der Pariser Rue de Varenne 57, Österreichische Botschaft bis 1914

1805 bis 1806: Unterbrechung der Beziehungen
- 1806–1806: Peter von Floret, Geschäftsträger
- 1806–1809: Klemens Wenzel von Metternich, Botschafter
- 1809–1813: Karl Philipp zu Schwarzenberg

1813 bis 1814: Unterbrechung der Beziehungen
- 1814–1814: Ludwig Philipp von Bombelles, Geschäftsträger
- 1821–1825: Karl von Vincent (1757–1834)[10]
- 1825–1826: Friedrich Binder von Krieglstein, Geschäftsträger
- 1826–1848: Anton von Apponyi, Botschafter[11]
- 1848–1849: Ludwig von Thom, Geschäftsträger
- 1849–1856: Alexander von Hübner
- 1856–1859: Alexander von Hübner, Botschafter[12]
- 1859–1867: Richard Clement Fürst von Metternich-Winneburg, Halbbruder des vorigen

### K.u.k. österreichisch-ungarische Botschafter
- 1867–1871: Richard Clement Fürst von Metternich-Winneburg
- 1871–1876: Rudolf Apponyi von Nagy-Appony[13]
- 1876–1878: Felix von Wimpffen[14]
- 1878–1882: Friedrich Ferdinand von Beust
- 1882–1882: Felix von Wimpffen[14] (2. Amtszeit)
- 1883–1894: Ladislaus Hoyos-Sprinzenstein[15]
- 1894–1903: Anton von Wolkenstein-Trostburg
- 1903–1910: Rudolf von Khevenhüller-Metsch[16]
- 1911–1914: Nikolaus Szécsen von Temerin
- 1914: Abbruch der diplomatischen Beziehungen am 10. August 1914 wegen des Ersten Weltkriegs (Kriegserklärung Frankreichs an Österreich-Ungarn am 12. August 1914)

### Österreichische Botschafter (seit 1919)

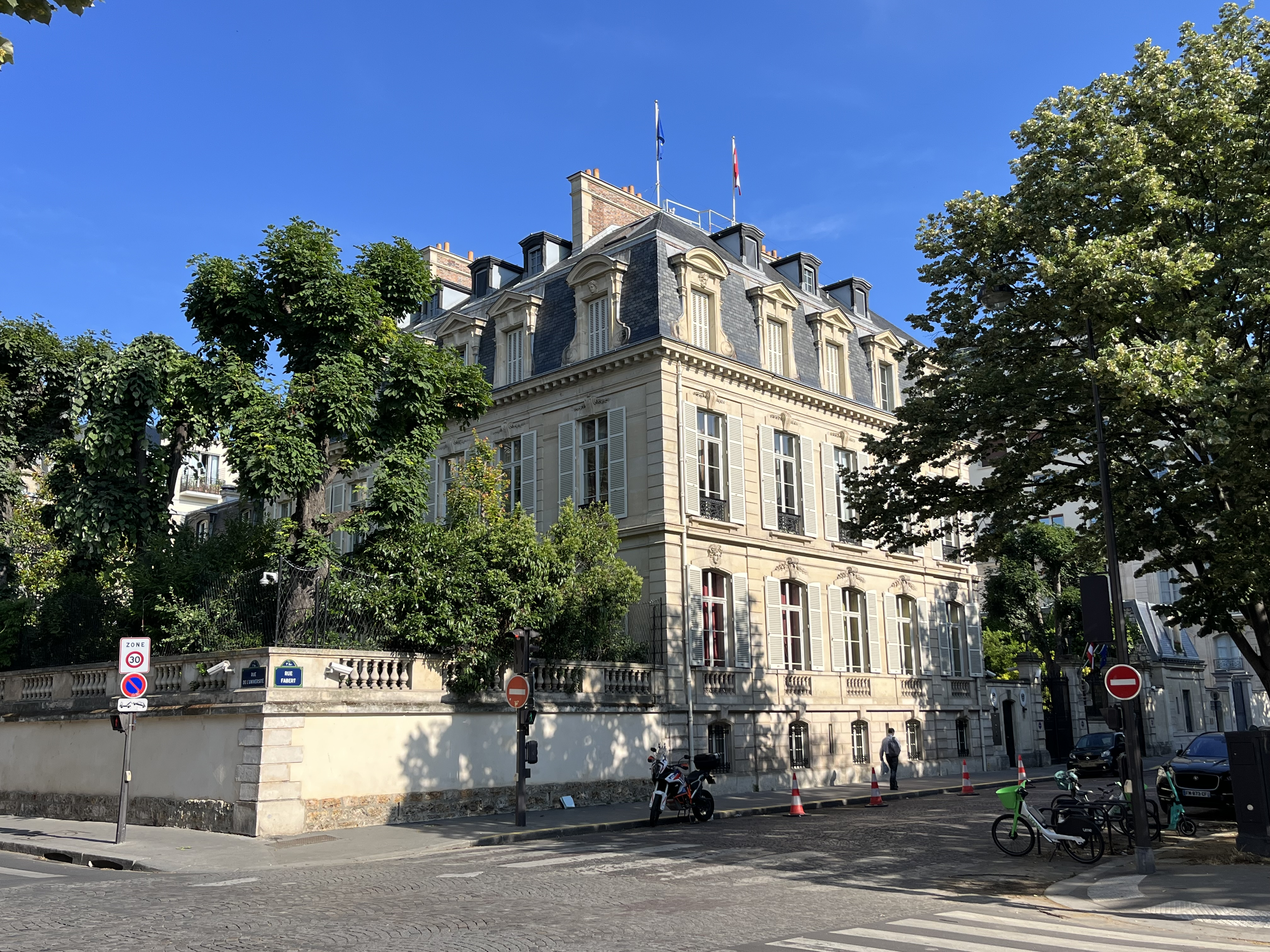
Heutige Österreichische Botschaft in der Pariser Rue Fabert 6

1919: Aufnahme diplomatischer Beziehungen
- 1919–1925: Johann Andreas von Eichhoff (* 27. September 1871 in Wien; † 22. März 1963 ebenda) Bevollmächtigter beim Obersten Rat sowie bei der französischen Regierung, ab 3. September 1920 Gesandter und bevollmächtigter Minister in Paris.
- 1925–1932: Alfred Grünberger, ao Gesandter und bev. Minister Österreichs in Paris und Madrid
- 1932–1933: Heinrich Schmid, Geschäftsträger
- 1933–1933: Otto Günther
- 1933–1936:
- 1936–1938: Alois Vollgruber[17]

1938 bis 1945 keine diplomatischen Beziehungen infolge des „Anschlusses“ und des Zweiten Weltkriegs
1945 bis 1955 keine offiziellen diplomatischen Auslandsmissionen Österreichs infolge der Besetzung (diplomatische Kontakte über den Hochkommissar Frankreichs, ab 1950 auch Botschafter). Kontaktdiplomaten waren:
- 1946: Norbert Bischoff als Vertreter der österreichischen Regierung bei der Regierung in Paris
… (Lückenhaft)

Wiederaufnahme der Beziehungen nach der Wiederherstellung Österreich
- 1950–1953: Heinrich Schmid[18] (als Envoyé extraordinaire et Ministre plénipotentiaire, ab  1951[19] als Ambassadeur)
- 1953–1958: Alois Vollgruber[20]
- 1958–1962: Adrian Rotter[21]
- 1962–1969: Martin Fuchs[22][23]
- 1969–1972: Ernst Lemberger[24]
- 1972–1974: Erich Bielka-Karltreu[25]
- 1974–1982: Otto Eiselsberg[26]
- 1983–1988: Eric Nettel[27]
- 1988–1993: Wolfgang Schallenberg[28]
- 1993–1997: Eva Nowotny
- 1997–2002: Franz Ceska[29][30]
- 2002–2007: Anton Prohaska[31]
- 2007–2011: Hubert Heiss
- 2011–2016: Ursula Plassnik
- 2017–2018: Walter Grahammer
- 2018–2021: Michael Linhart
- 2021–2022: Wolfgang Wagner, Geschäftsträger
- 2022–2023: Thomas Schnöll, Geschäftsträger
- 2023–2024: Wolfgang Wagner, Geschäftsträger
- seit 2024: Barbara Kaudel-Jensen